# Vicente Cândido Figueira de Saboia
Vicente Cândido Figueira de Saboia, primeiro e único barão e depois visconde de Saboia (Sobral, 13 de abril de 1836 — Petrópolis, 18 de março de 1909) foi um filósofo e médico brasileiro.

## Biografia
Era o sexto dos dez filhos de José Saboia (1800 - 1870), magistrado e coronel da Guarda Nacional, e de Joaquina Inácia Figueira de Melo Saboia (1803 - 1873). Dentre seus irmãos, destaca-se o magistrado Antônio Firmo Figueira de Saboia, desembargador da Relação do Ceará. Pelo lado materno, era sobrinho de Jerônimo Martiniano Figueira de Melo e de João Capistrano Bandeira de Melo.
Formou-se em medicina pela Faculdade de Medicina do Rio de Janeiro, onde doutorou-se em 1858. Após concurso, foi nomeado em 1859 Opositor da Secção Cirúrgica e, em 1871, catedrático de Clínica Cirúrgica, lecionando por mais de vinte anos. Assumiu a Diretoria da Faculdade em 1881, e, no ano seguinte, tornou-se médico do Paço.
Incumbido pelo governo para preparar um plano completo de reforma do Ensino Superior, apresentou projeto, amplamente desenvolvido, que serviu de base para o Decreto de 19 de abril de 1879, estabelecendo o ensino livre.
Foi sócio correspondente da Academia Cearense de Letras, do Instituto do Ceará, da Real Academia de Medicina de Roma, da Academia de Medicina e da Sociedade de Cirurgia de Paris e um dos primeiros conselheiros da Ordem Médica Brasileira.
Autor de inúmeros trabalhos científicos, especialmente na área de cirurgia.
Em comissão da Faculdade, foi à Europa estudar as organizações de ensino médico e, em 1881, já nomeado Médico da Casa Imperial e Cirurgião da Corte, é designado diretor da Faculdade de Medicina do Rio de Janeiro. Exerceu este cargo com excepcional eficiência durante 8 anos, afastando-se com a Proclamação da República, em solidariedade ao Imperador, de quem era amigo e médico particular. Com o seu pedido de demissão, feito em caráter irrevogável, recebeu o título de Diretor Honorário, honraria jamais concedida até hoje a qualquer outro membro da sua congregação.
Da Academia de Medicina, além de instituições científicas nacionais, Visconde de Saboia foi membro titular da Sociedade de Obstetrícia de Londres, da Academia de Ciências de Lisboa, da Academia de Medicina de Paris - primeiro representante da medicina sul-americana -, da Academia de Medicina de Roma e da Sociedade de Cirurgia de Paris.
Em sucessivas viagens à Europa, onde era conhecido como o mais completo cirurgião da América do Sul, frequentava os mais famosos centros cirúrgicos, estabelecendo contato com seus maiores expoentes, como Lorde Joseph Lister, de Glasgow, de quem aprendeu e trouxe ao Brasil o método antisséptico, que lhe permitiu praticar como rotina a cirurgia abdominal - antes disso, abrir um abdômen era uma aventura. Foi o primeiro a usar no Brasil a atadura gessada.
Sua atividade literária também foi extraordinária: escreveu cerca de 35 trabalhos científicos, dentre os quais destaca-se Traite theorique et pratique des accouplements, livro adotado por muitos anos nas Faculdades de Louvain (Bélgica) e Montpellier (França). No terreno profano, cumpre citar A vida psíquica do homem, sobre os sempre polêmicos temas materialismo e espiritualismo.
Sua obra de maior repercussão foi a Reforma do ensino médico do Brasil, encomendada pelo ministro Carlos Leôncio da Silva Carvalho. Com as reformas materiais e os novos métodos de aprendizagem e investigação científica que introduziu, colocou a Faculdade que dirigia em pé de igualdade com as melhores e, por vezes, superior às europeias.
Com um retrato a óleo de corpo inteiro, na Galeria de Honra (Salão Nobre da Reitoria), a Faculdade de Medicina do Rio de Janeiro prestou homenagem ao seu maior diretor de todos os tempos. É patrono da Cadeira 63 da Academia Nacional de Medicina.

## Casamento e descendência
Vicente casou-se em 6 de janeiro de 1861, no Rio de Janeiro, com Luísa Marcondes Jobim, natural do Rio Grande do Sul, filha do senador José Martins da Cruz Jobim e de Maria Amália Marcondes. O casal teve cinco filhos:
1. Edmundo Jobim de Saboia (*1862), médico;
2. Eduardo Jobim de Saboia, engenheiro;
3. Adelaide Jobim de Saboia;
4. Julieta Jobim de Saboia, mãe de Augusto Saboia da Silva Lima, ex-ministro do Tribunal Superior Eleitoral;
5. Maria Luísa Jobim de Saboia, mãe de Aníbal de Saboia Lima, ex-diplomata.